# Dioda szumowa
Dioda szumowa – dwuelektrodowa lampa elektronowa z katodą wolframową. Lampa pracuje w stanie nasycenia stając się źródłem szumów, których pasmo może być łatwo zmieniane przez zmianę napięcia żarzenia diody szumowej.
Diody szumowe były stosowane jako źródła szumów wzorcowych w miernikach szumów.